# Karin Hammer

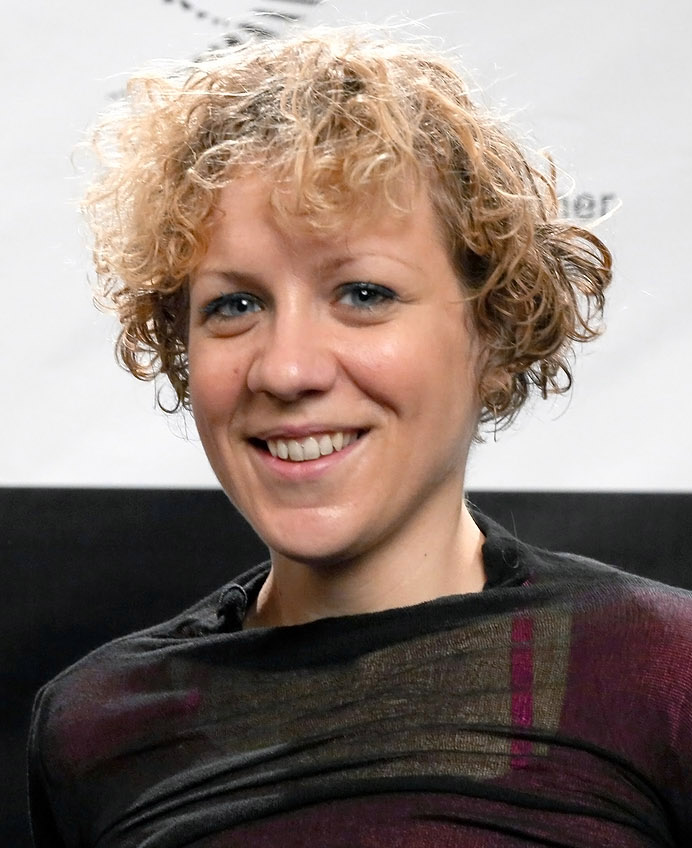
Karin Hammer beim österreichischen Filmpreis 2015

Karin Hammer (* 1977 in Wien) ist eine österreichische Filmeditorin.

## Leben und Werk
Karin Hammer war von 1996 bis 2001 Redakteurin bei Radio Orange und dem ehemaligen privatem Wiener Stadtfernsehsender TIV. In dem Zeitraum stellte sie auch Imagefilme her, unter anderem für das Wien Museum und die Städtischen Büchereien Wien. Von 2001 bis 2009 studierte sie Filmschnitt an der Filmakademie Wien und an der Filmuniversität Babelsberg. Seit 2004 ist sie als Editorin für Spiel- und Dokumentarfilme tätig.
2015 wurde Hammer für ihre Montage des Films High Performance – Mandarinen lügen nicht für den Österreichischen Filmpreis nominiert und für Von jetzt an kein Zurück mit dem Diagonale-Preis Schnitt ausgezeichnet. Der von ihr montierte Spielfilm Murer – Anatomie eines Prozesses gewann 2019 den Österreichischen Filmpreis.
Neben ihrer Tätigkeit als Editorin unterrichtet Hammer auch am Filmcollege Wien und gibt Filmworkshops für Kinder und Jugendliche. Sie hat Ausstellungen in Wien und Polen organisiert und war „Artist in Residence“ in Jerewan, Armenien. Daraus entstand eine eigene Regiearbeit, der 2011 erschienene mittellange Dokumentarfilm Vielleicht existiert Armenien nur in meiner Vorstellung.
Karin Hammer ist Mitglied der Akademie des Österreichischen Films, und des Österreichischen Verband Filmschnitt (aea), dessen Vorstand sie angehört.

## Filmografie (Auswahl)
- 2005: F.A.Q. – Ein Film über Kärnten (Kino-Dokumentarfilm) – Regie: Alexander Binder, Stefan Hafner
- 2008: Natasha (Kino-Dokumentarfilm) – Regie: Ulli Gladik
- 2010: Liebe.Geschichte (Kino-Dokumentarfilm) – Regie: Simone Bader, Jo Schmeiser (Klub Zwei)
- 2011: Anfang 80 (Kino-Spielfilm) – Regie: Gerhard Ertl, Sabine Hiebler
- 2011: Login2life (Dokumentarfilm mit Spielhandlung) – Regie: Daniel Moshel
- 2014: Von jetzt an kein Zurück (Kino-Spielfilm) – Regie: Christian Frosch
- 2014: High Performance – Mandarinen lügen nicht (Kino-Spielfilm) – Regie: Johanna Moder
- 2016: Deckname Holec (Kino-Spielfilm) – Regie: Franz Novotny
- 2018: Murer – Anatomie eines Prozesses (Kino-Spielfilm) – Regie: Christian Frosch
- 2019: Kaviar (Kino-Spielfilm) – Regie: Elena Tikhonova
- 2019: Wiener Blut (TV-Spielfilm) – Regie: Barbara Eder
- 2019: Waren einmal Revoluzzer (Kino-Spielfilm) – Regie: Johanna Moder
- 2021: Landkrimi – Steirerrausch (Fernsehreihe) – Regie: Wolfgang Murnberger
- 2022: Geschichten vom Franz (Kino-Spielfilm) – Regie: Johannes Schmid
- 2022: Landkrimi – Steirergeld (Fernsehreihe)  – Regie: Wolfgang Murnberger
- 2023: Schnee (Fernsehserie)
- 2023: Neue Geschichten vom Franz
- 2024: School of Champions (Fernsehserie)
- 2024: Zeit zu beten. Ein Krimi aus Passau (Fernsehreihe)
- 2024: Landkrimi – Steirergift (Fernsehreihe)  – Regie: Wolfgang Murnberger

## Auszeichnungen
- 2009: Internationales Studentenfilmfestival der Filmakademie Wien – Bester Schnitt für den Kurzfilm Parental GuiDance.[5]
- 2013: Internationales Studentenfilmfestival der Filmakademie Wien – Bester Schnitt für den mittellangen Spielfilm Blackstory[2]
- 2015: Österreichischer Filmpreis 2015 – Nominierung Bester Schnitt für High Performance – Mandarinen lügen nicht
- 2015: Diagonale-Preis Schnitt für Von jetzt an kein Zurück
- 2015: Schnitt-Preis Spielfilm des Festival Filmplus – Nominierung für Von jetzt an kein Zurück[6]
- 2015: Preis der deutschen Filmkritik – Nominierung Bester Schnitt für Von jetzt an kein Zurück[7]